# Византийская Сирия

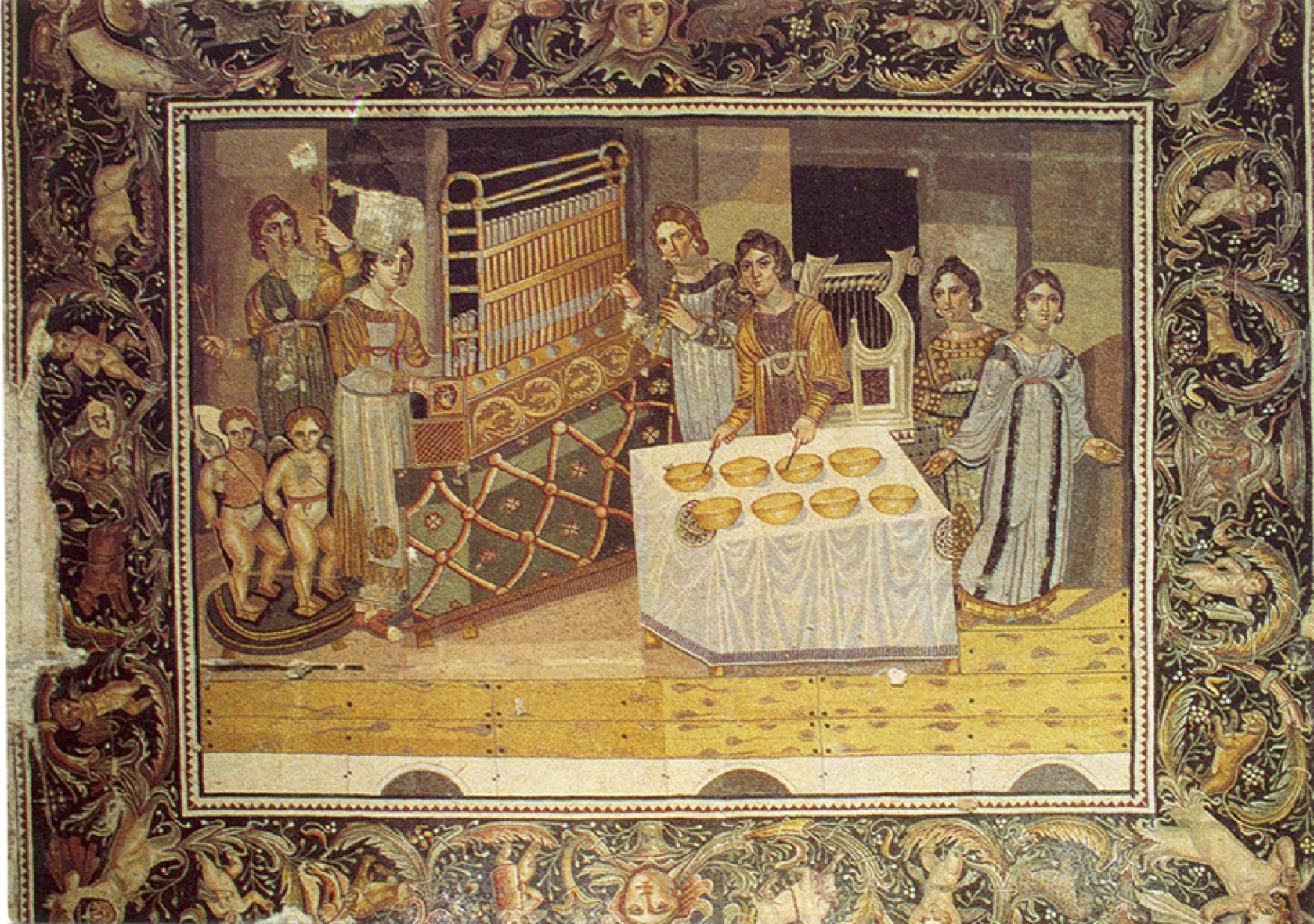
Византийская мозаика второй половины IV века н. э. площадью 20 м², обнаруженная в районе города Марьямин. Музей города Хамы, Сирия.

Византийская Сирия — период в истории Сирии, в течение которого она входила в состав Византийской империи. Несколько раз переходя от арабов к византийцам, она окончательно была утрачена в XII веке в ходе овладения ею турками-сельджуками.
Предположительно в 415 году на территории исторической области Келесирия были образованы провинции Syria I (Syria Prima), органы власти в которой располагались в Антиохии, и Syria II (Syria Secunda, Syria Salutaris), правительство которой находилось в Апамее Сирийской. В 528 году по решению императора Юстиниана I на территории, выделенной из состава двух вышеуказанных провинций, на побережье Средиземного моря была создана провинция Феодориада.
Келесирия представляла собой довольно значимый регион для византийских императоров. Однако уже в 609 году н. э., в ходе очередной ирано-византийской войны область была оккупирована сасанидами. Лишь в 628 году, по условиям мирного договора с шахиншахом Кавадом II, Келесирия вновь вошла в состав Византийской империи. Уже в 634 году, в результате арабского вторжения в Сирию и Палестину, византийские войска под командованием брата императора Ираклия I куропалата Феодора потерпели сокрушительное поражение в сражениях при Ярмуке и на железном мосту в 636 и 637 годах.

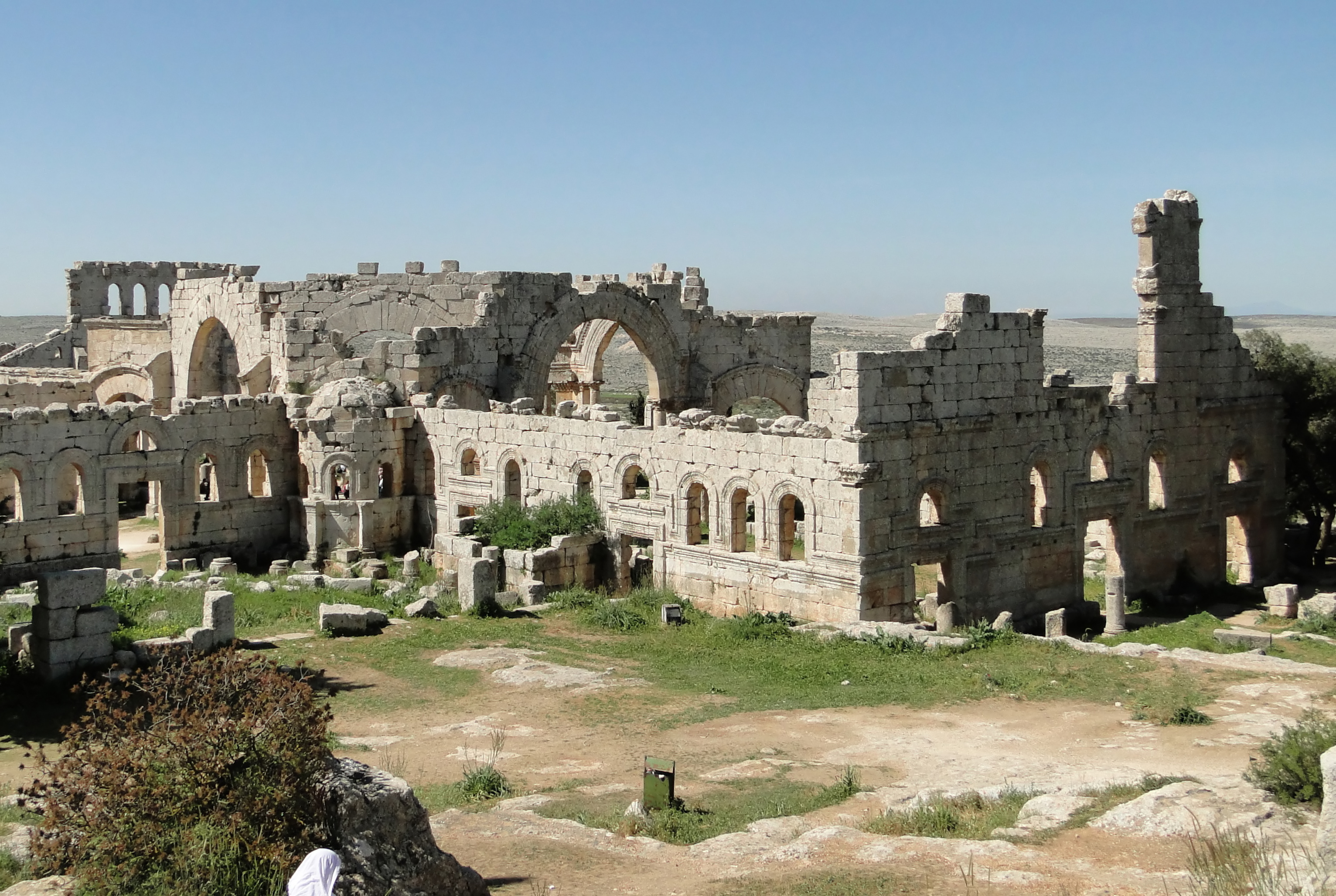
Калъат-Симъан — один из старейших монастырей, сохранившихся по сей день.

В 963 году, при Никифоре II Антиохия и ряд прилежащих к ней земель вновь вошли в состав новообразованной одноимённой фемы империи. В 970-х годах, в результате вторжения в Келесирию арабов, регион большею частью отошёл к Фатимидскому халифату.
К началу XI века, уже в период правления Василия II Болгаробойцы, византийские войска разгромили арабов и полностью овладели Сирией. Однако в результате ряда восстаний власть императора была свергнута. К 1045 году в руках византийцев находилась лишь Антиохия, павшая под напором турок в 1084 году.
В последний раз византийцы, уже в рамках завоевания Малой Азии, овладели Антиохией в начале XII века.